# Tapolczai Jolán
Tapolczai Jolán, Tapolczai Jolán Juliánna Mária Lujza (Budapest, 1899. június 7. – Budapest, 1982. november 26.) magyar színésznő. Tapolczai Dezső és Vízvári Mariska színészek leánya, Tapolczai Gyula nővére.

## Életútja
A Színművészeti Akadémiát 1918-ban végezte el. Már növendék korában, 1917. október 5-én szerepelt a Nemzeti Színházban, a Dada című darab bemutatóján. 1918. március 20-án a Figaro házasságában és május 8-án az Egér Márta szerepében keltett feltűnést tehetségével. 1918 július havában Faragó Ödön kassai színigazgató társulatával a Nagymama Márta szerepében mutatkozott be nagy sikerrel, mint a Kassai Nemzeti Színház szerződtetett tagja. 1920. március 20-án Ruth szerepében (a Szerelem vásárában) mutatkozott be, mint a Vígszínház szerződtetett tagja. 1920. június 24-én Budapesten, a Józsefvárosban férjhez ment Kerpely Jenő gordonkaművészhez és ezután visszavonult a színészettől. Lányai Mária és Judit Ágota színésznő.

## Filmszerepei
- Zsuzsánna és a vének (1928)
- Fűszer és csemege (1940) – vevő a csemegeüzletben